# 高美湿地
高美湿地（こうびしっち、繁体字中国語: 高美濕地）は台湾台中市清水区西部、台湾海峡と大甲渓河口の汽水域にある湿地。一帯は高美野生動物保護区として生態系が保護されている。「台湾のウユニ塩湖」とも称されている。
かつては海水浴場だったが、戦後に台中港北岸で砂堤防が築かれて以降に大甲渓との間に砂礫が堆積し、現在の湿地帯となった。
保護区は清水大排と大甲渓の2ヶ所から淡水が流入し、ウキヤガラ属のイセウキヤガラ（現地呼称：雲林莞草、学名：Bolboschoenus planiculmis）やオギノツメ属のヒグロフィラ・ポゴノカリクス（現地呼称：大安水蓑衣、学名：Hygrophila pogonocalyx）などの絶滅危惧種かつ台湾固有種の動植物が生息している。

## 歴史

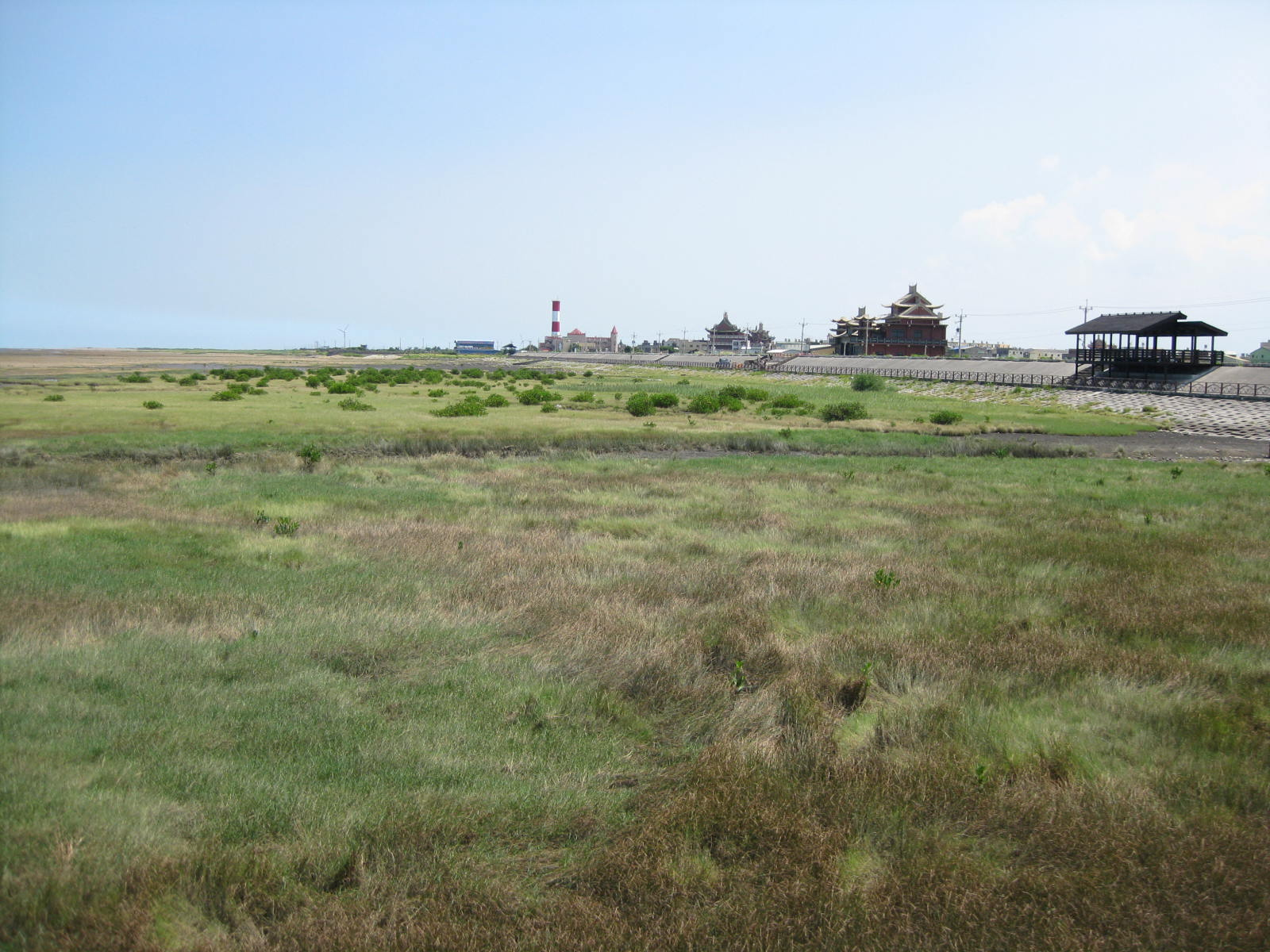
高美湿地に生長する雲林莞草

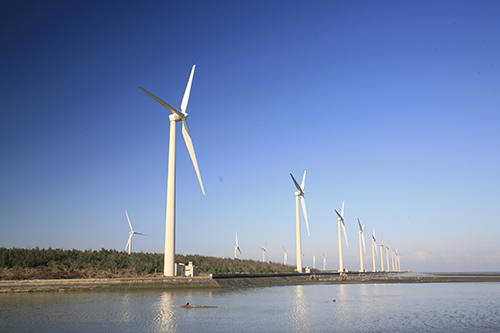
台中港風力発電所

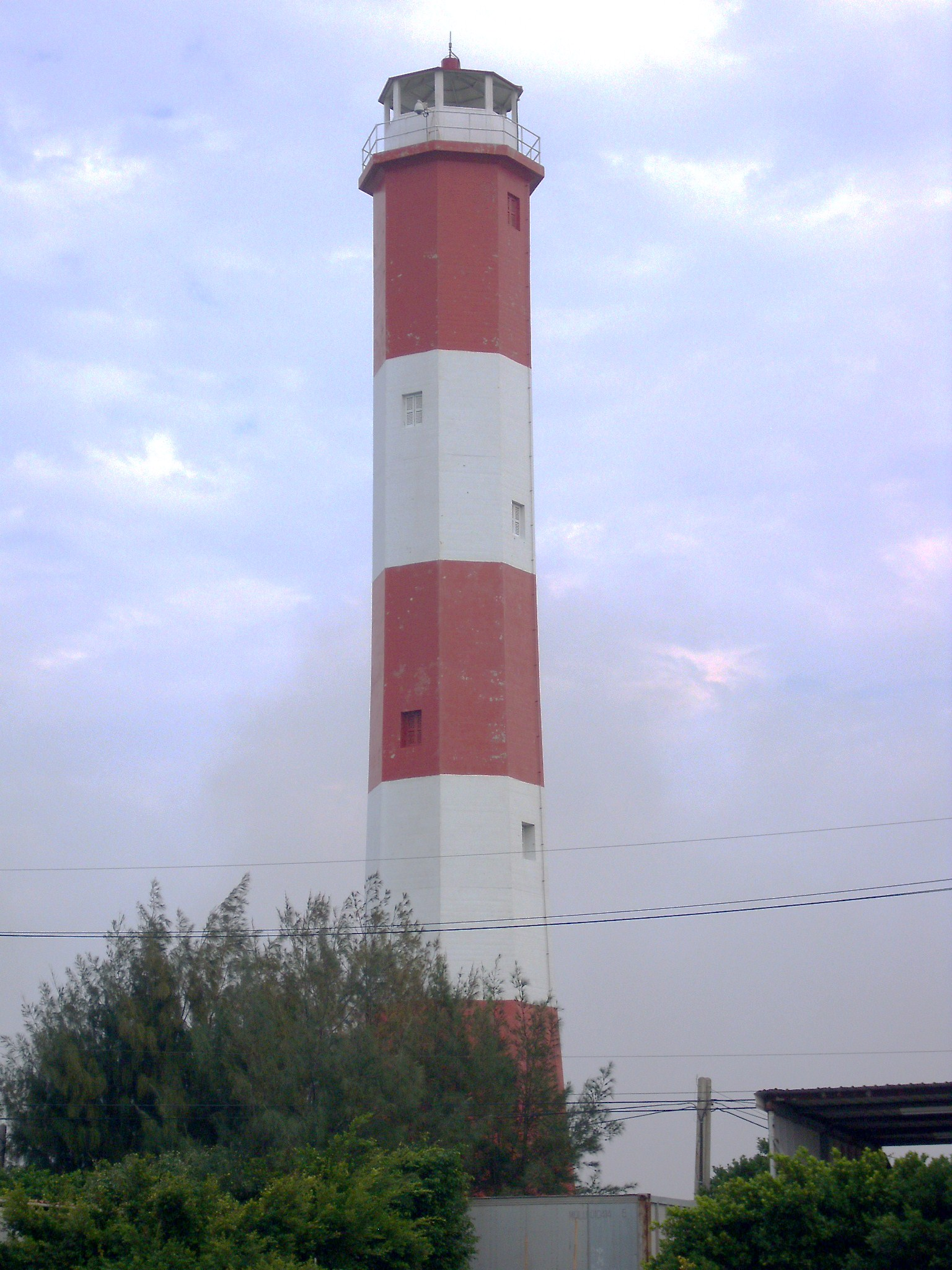
高美灯台

日本統治時代の1932年に台中州大甲郡清水街役場が高美海水浴場を運営、一般開放していた。
戦後も国民政府の統治下で運営は続いたが、十大建設により台中港の建設が決まると徐々にその範囲を狭めた。
台湾港務公司台中港務局が台中港北方に砂堤防を築くと土砂の沈殿速度が加速し、湿地帯が形成された。
港務局は「漂砂緩衝区（漂飛砂整治區）」として観光客の流入を防止した。1976年に海水浴場は閉鎖された。
1995年、海渡発電所の投資家が台中港に第二火力発電所の設置を計画したが、それを知った当地住民たちは台中火力発電所による公害汚染の再現を恐れ、反対運動を展開した。台中県政府はそれによって高美湿地を生物保護区とする準備に着手した。
海渡発電所は1999年3月1日に起工式典を迎えていたが、2000年3月2日に建設中止となった。その後、跡地には台中港風力発電所が建設され、2007年6月より商業運転を開始している。
漁民の生活補償などを争点とした県政府の座談会などを経て、住民たちも生物保護区設置を容認するようになり、行政院農業委員会は「高美野生動物保護区」設立を決定。これを受けて台中県政府も2004年9月29日に登録公告を行った。
2007年12月19日、中華民国内政部営建署は高美湿地を国家級湿地へ編入した。
高美湿地はその夕陽の美しさが絶景スポットとして国内外の注目を集め、日を追うごとに観光客が押し寄せるようになり、湿地の破壊も深刻化した。2011年に台中市政府は観光客が立ち入れるエリアを規制するようになった。
2014年6月7日、湿地には棲地桟道（アニマルパスウェイ）が設置され、観光客がみだりに立ち入ることによって沖合のシオマネキの生態が脅かされないように配慮した。この桟道は全長691メートルで、観光客の生態観察と湿地環境保護の両立が実現した。
同年9月27日、交通部航港局は閉鎖されていた高美灯台を修復、リニューアルし、観光客向けに開放した。
同年11月18日、ビジターセンターの駐車場が開業、付近を経由する路線バス（台中市市区公車）を集中的に停車させるようになった。

## 地理
高美野生動物保護区は大甲渓河口南岸と台中港の間に位置し、行政区画上は清水区の高北里、高西里、高南里の三里に跨っている。台61線（西浜快速道路）以西の護岸堤防と併設された道路の番仔寮海堤（護岸路）、高美1号・2号海堤（美堤街）を東端とし、西端は台湾海峡平均低潮線までの海域、北限は大安区の大安海堤より南側、大甲渓河口を包括し、南限は台中港北岸の砂嘴となっている。総面積は701.3ヘクタール。
このうち、高美海堤一帯の総面積約300ヘクタールの干潟は同じ台中市内にある大肚渓口湿地に比して10分の1の面積に過ぎないが、観光客の注目を集める「高美湿地」として知られている。
現在、この保護区全域は台中市政府農業局によって管理されている。

## 生態
市内東海大学教授の林恵真による1年間にわたる調査で、蟹類が7科25種、貝類が7科8種、魚類が3科6種、鳥類が34科104種、植物が27科105種の生態が確認されている。このほか、内政部営建署の「国家重要湿地」の統計では現在鳥類が9種の保護種目を含む34科135種、蟹類は7科30種となっている。

### 植物

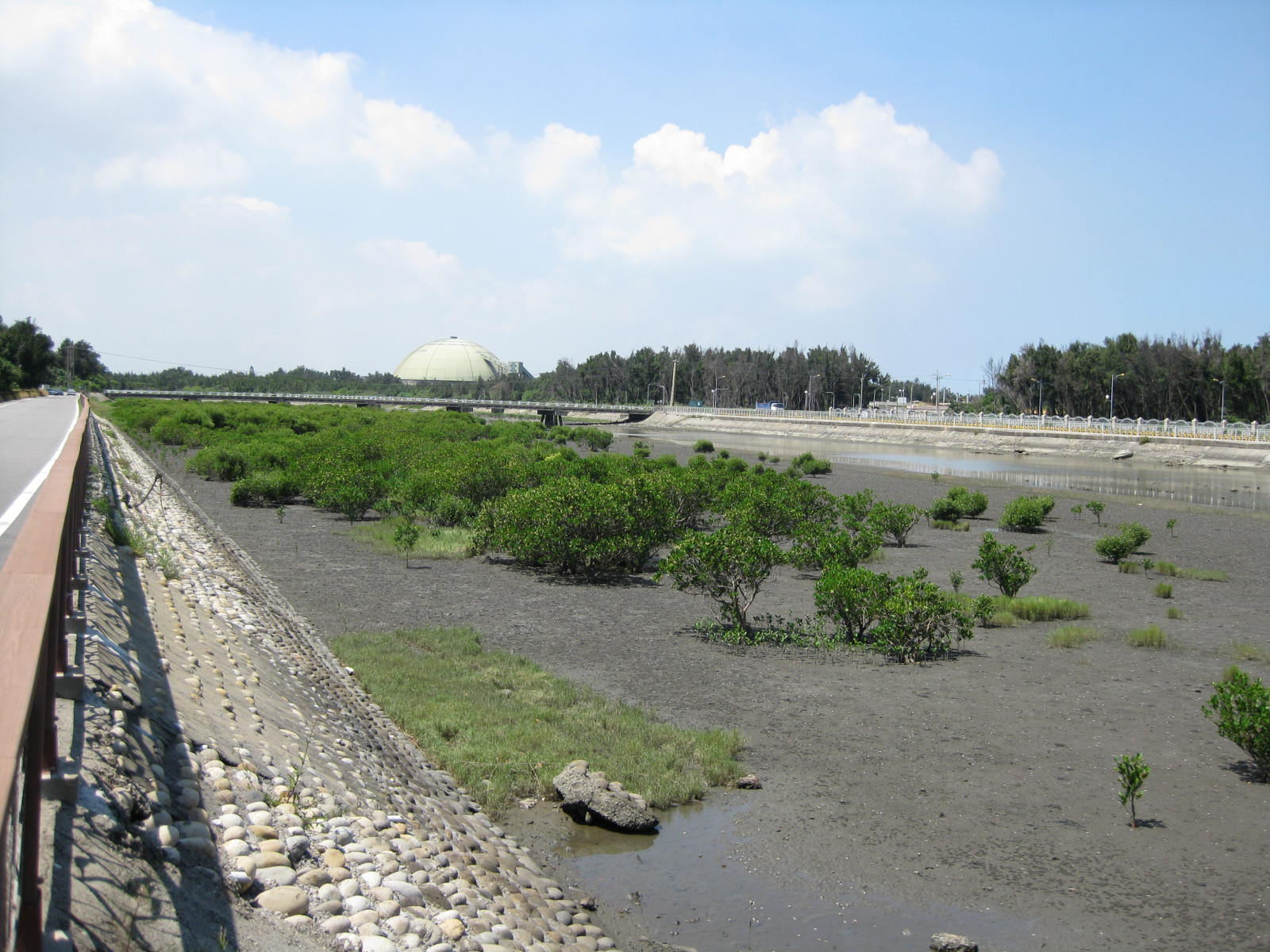
清水大排で生長するマングローブ

林教授は調査期間中に雲林莞草が生長している区域でメヒルギを発見した。本来は高美湿地で生息している種ではなかったが、人為的に植栽されたとみられており、除草を経て清水大排一帯でのみ児童学習用に保存されている。
高美湿地には絶滅危惧種かつ台湾固有種とされるウキヤガラ種に属する雲林莞草が生息している。2000年の統計では雲林莞草が生息する湿地総面積は5ヘクタールで、大肚渓河口が元の分布域だった。
釣り堀や農地としての人為利用を経て、高美湿地は台湾中部地区で唯一の雲林莞草生息地となってしまった。
大安区や清水区で分布する大安水蓑衣、のうち高美海堤内の池沼付近で国際自然保護連合（IUCN）に絶滅危惧種に指定されているため、柵で囲われて保護されている。
外来種
北米原生の外来種であるスパルティナ・アルテルニフロラの強力な繁殖力により、湿地が陸地化する危機に見舞われている。陸地化を許した場合、それは湿地の生態系も変容することを意味するため中国などでも駆除とその研究に多額の費用を投じるなど深刻な問題となっている。
台湾では2006年以降に北中部の河口部でスパルティナの侵入が確認され、高美湿地を含むいくつかの砂浜や湿地が陥落している。

### 動物
《臺灣重要野鳥棲地手冊》によると、高美湿地にはカラシラサギ、ヨーロッパチュウヒ、ミサゴ、タマシギ、ツバメチドリ、コアジサシ、エリグロアジサシなどの7種の希少鳥類が生息し、絶滅危惧種のクロツラヘラサギ、ツバメチドリ、アカモズ、カササギなどは保護対象となっている。その他、シロチドリ、ヒドリガモ、キアシシギ、オグロシギ、キョウジョシギ、キガシラカナリアなども確認されている。
河口で繁殖する雲林莞草は生活排水などを吸収し、水質を浄化するだけでなく、底生生物の生息に必要な有機物質を供給していることで、干潟のトビハゼや高濃度の塩分の水域で生息するミナミコメツキガニに淡水を供給したり、魚群を引き寄せることで渡り鳥の生息環境を整えたり、保護区内で唯一開放されている漁民の活動が当地の漁業収入をもたらすなどの恩恵がある。
毎年100-200羽のズグロカモメが越冬し雲林県の北港渓河口とともに台湾では最多生息地となっている。高美海堤から北方へ行くにしたがい、雲林莞草を主体とする干潟から、チガヤやヨシが分布する礫石で覆われた盛り土部や廃土へと風景が変化する。その礫石部は干潮時にフジツボが好む生息地となる。

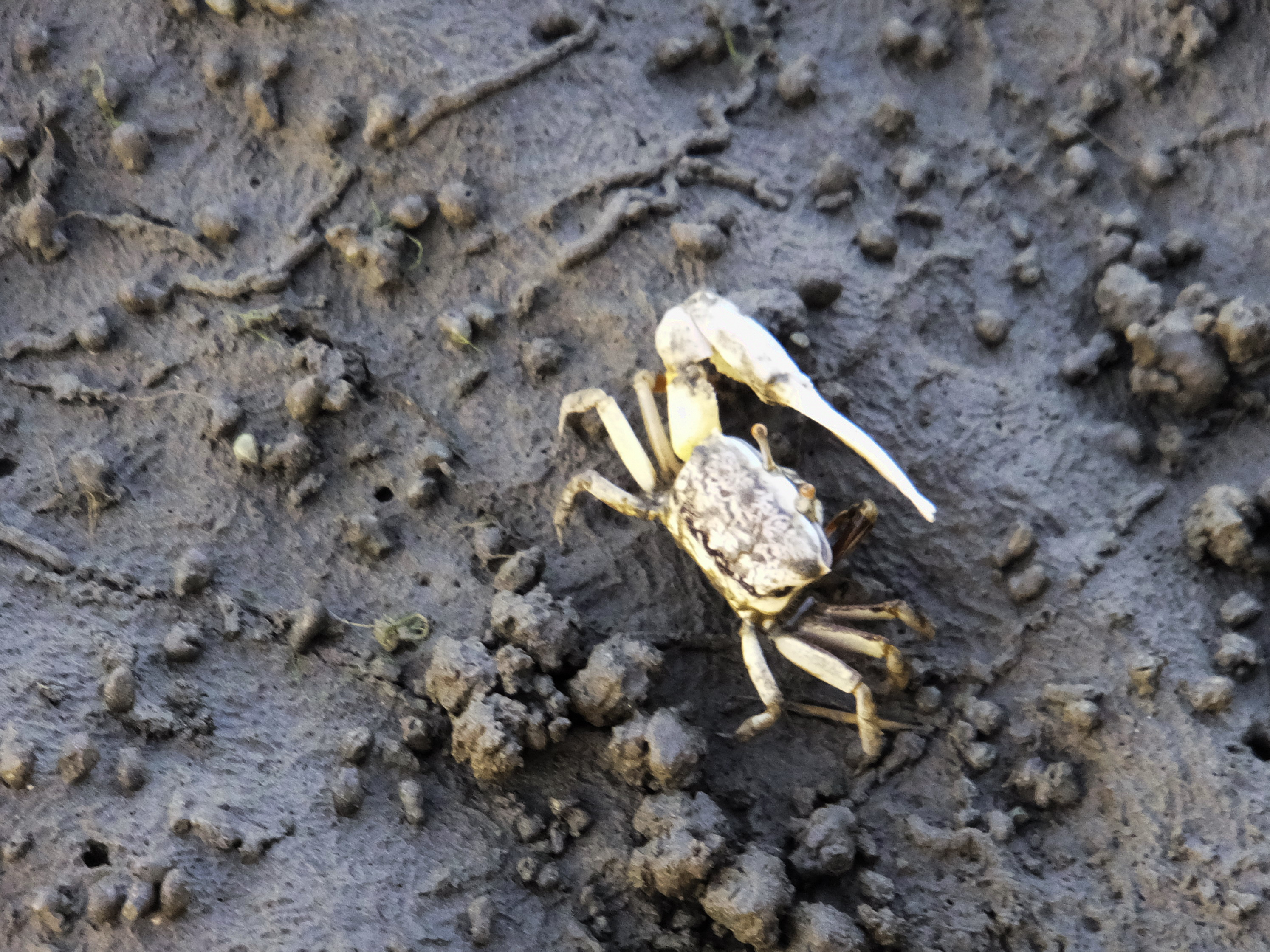
シオマネキ
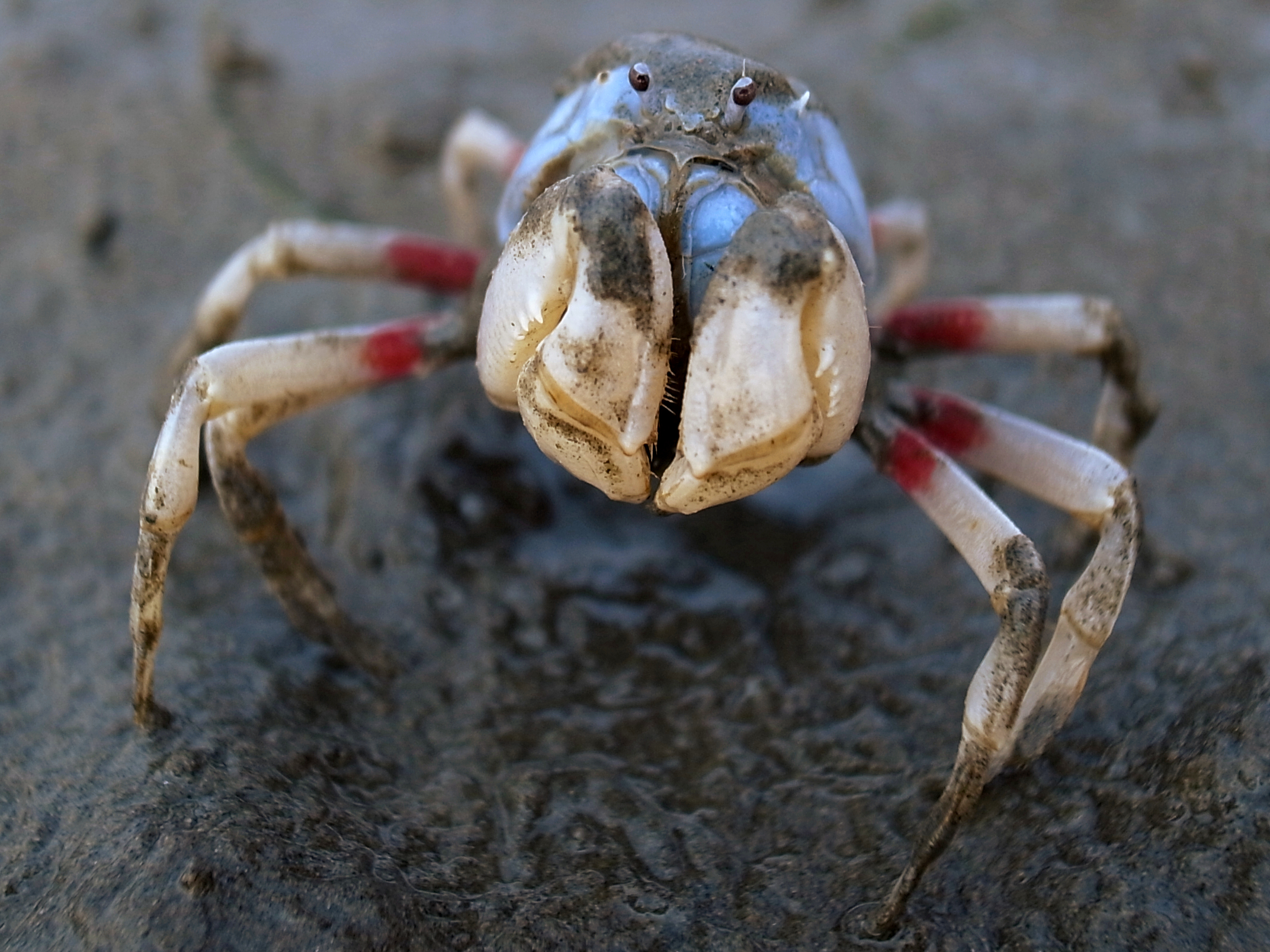
ミナミコメツキガニ
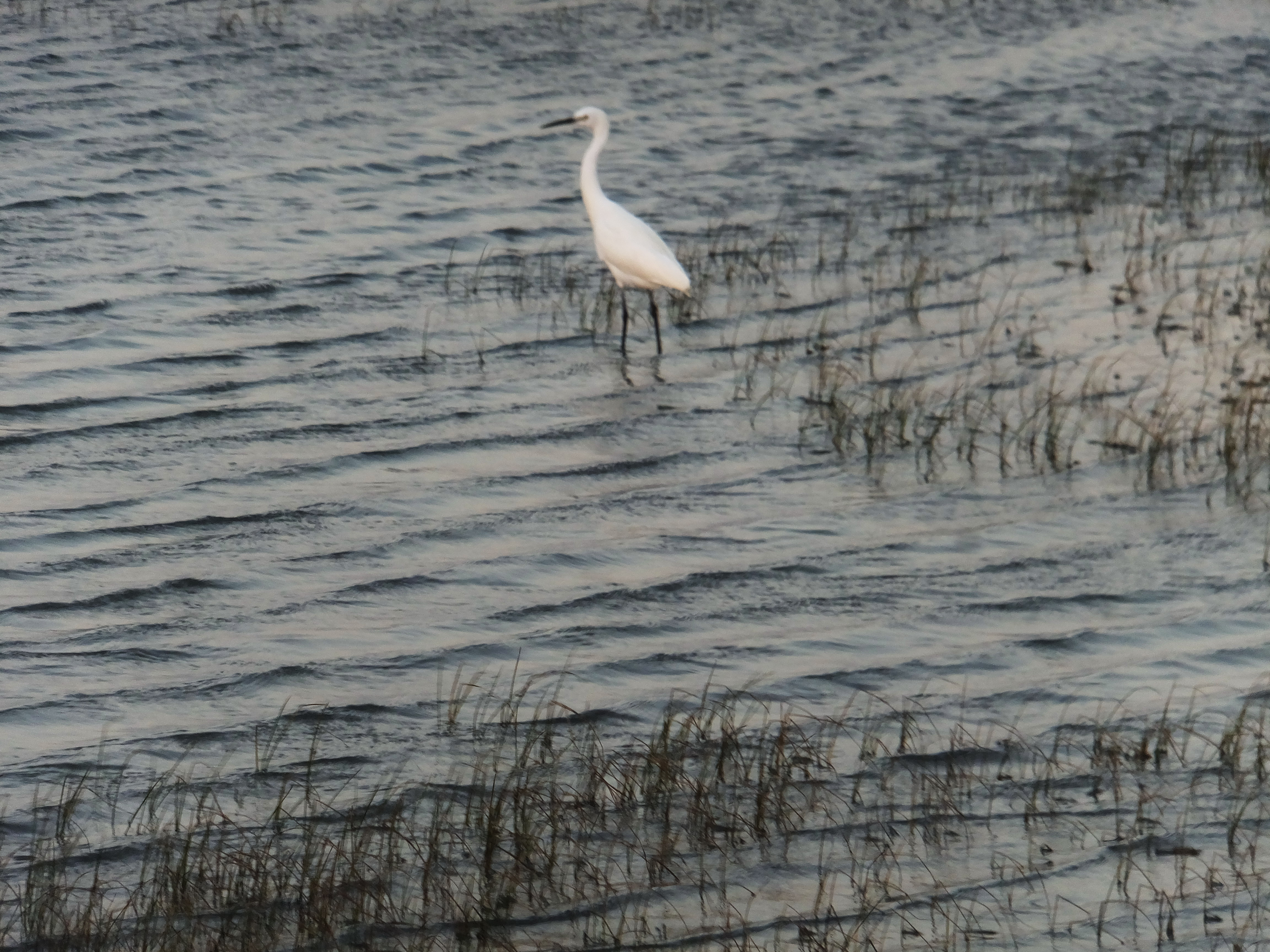
コサギ

## 注意事項

### 立入規制

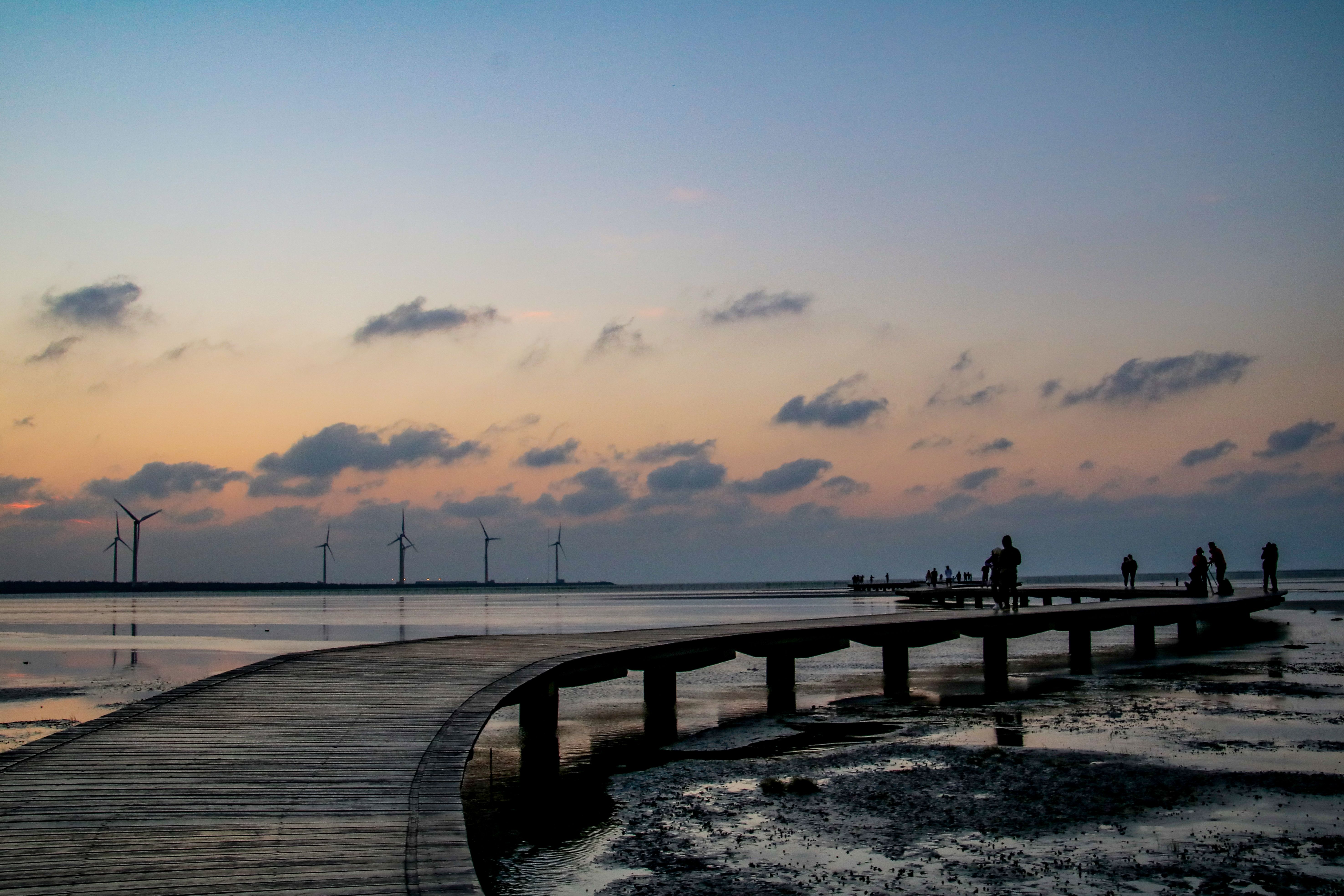
高美野生動物保護区の遊歩道

高美野生動物保護区は一部に立入禁止エリアが設けられており、台中市政府は湿地出入口と案内板に警告を表示している。桟道から海域に飛び降りたり、立入禁止エリアにみだりに侵入した場合、規定により5万元以上25万元以下の罰金が科される。

### 交通
海口南路（西浜快速道路と連絡）、護岸路（大甲渓河口方面、道幅は狭い）、
高美路（西浜快速道路と連絡、道幅は狭い）に面している。ビジターセンター（遊客中心）には公有駐車場があり、堤防周辺には民間の私営駐車場もいくつかある。
台中市公車
巨業交通
- 111路[28]、178路[29]、179路[30]、688路[31]（清水火車站 - 高美湿地）
- 309路[注 5]（第一廣場/台中火車站 - 梧棲観光漁港（中国語版））[32]

中鹿客運
- 655路（嶺東科技大学 - 彩虹眷村 - 新烏日火車站/高鉄台中站 - 梧棲観光漁港）[33]

## ギャラリー

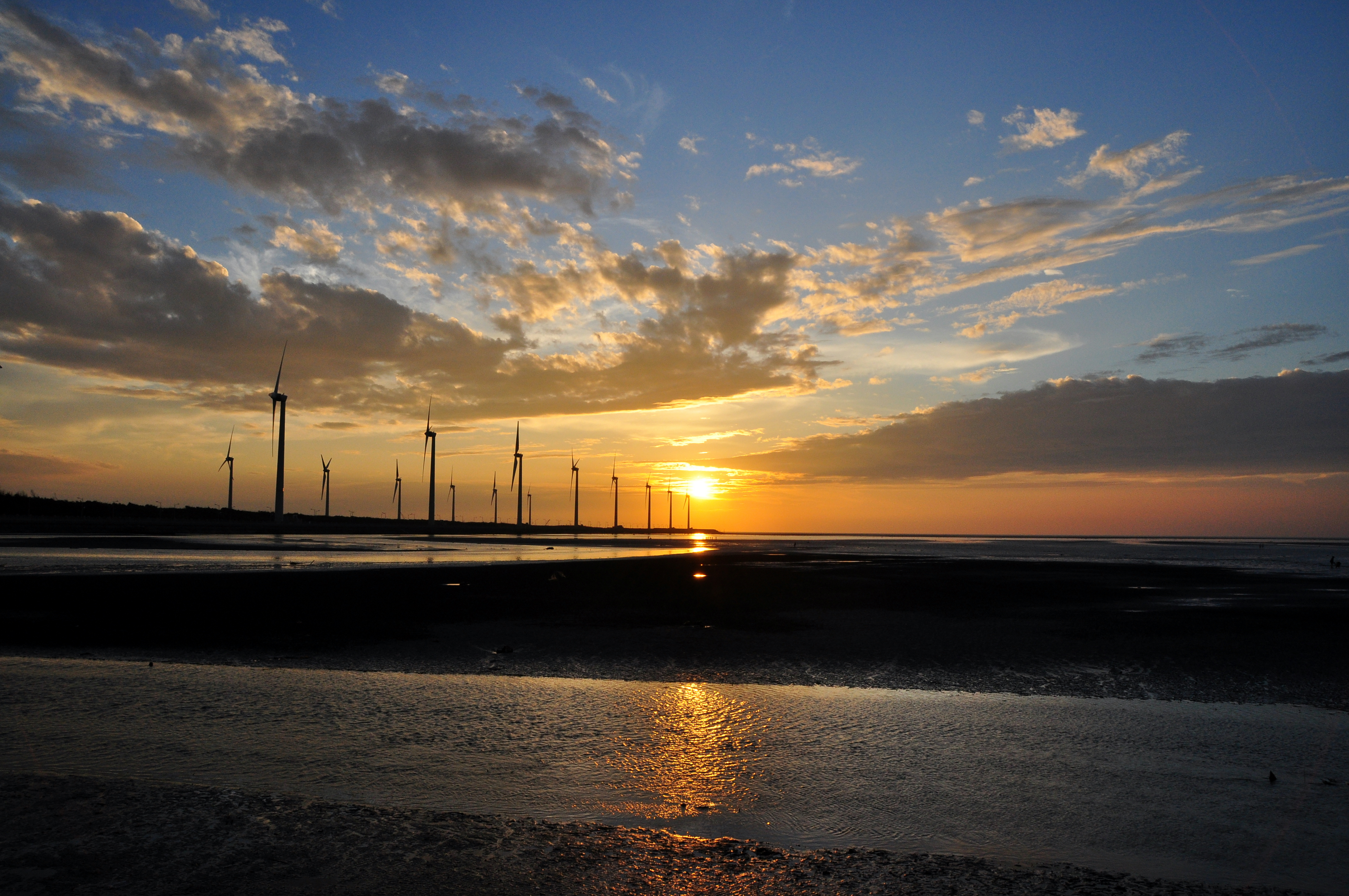
日没時の湿地。
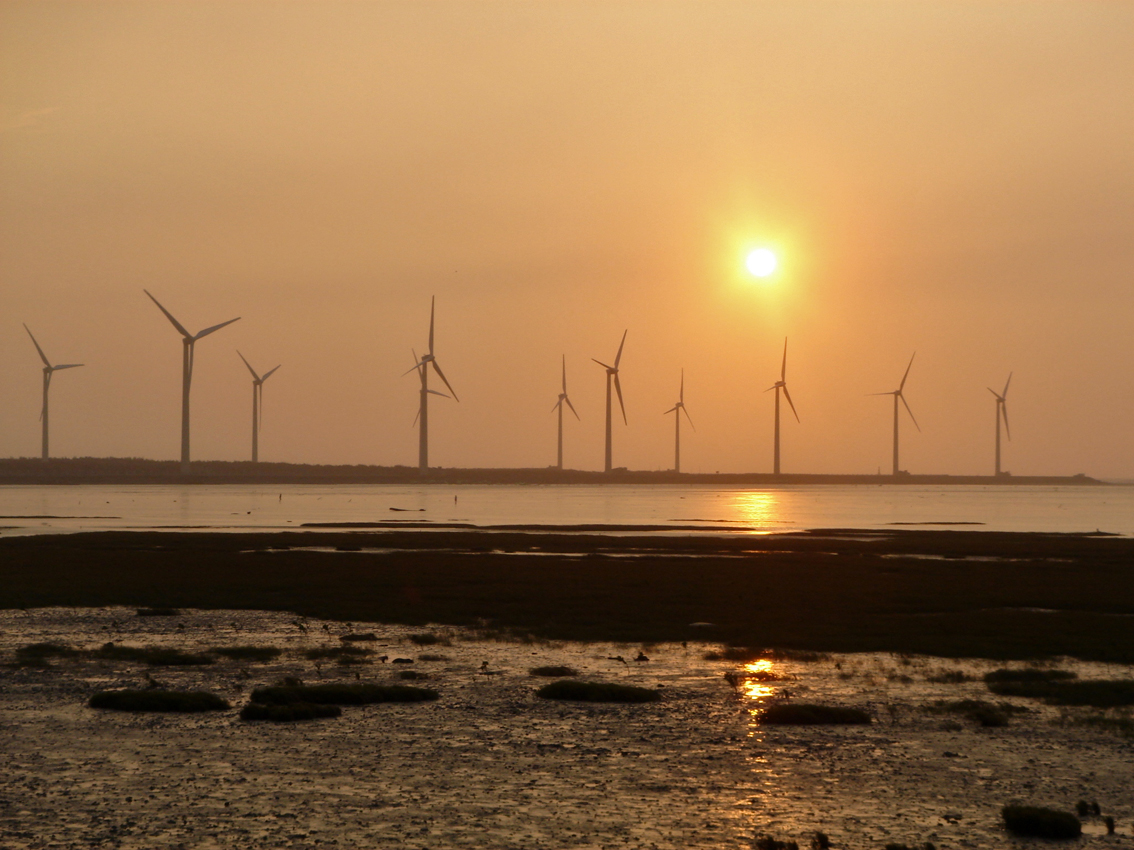
夕陽と風力発電所。
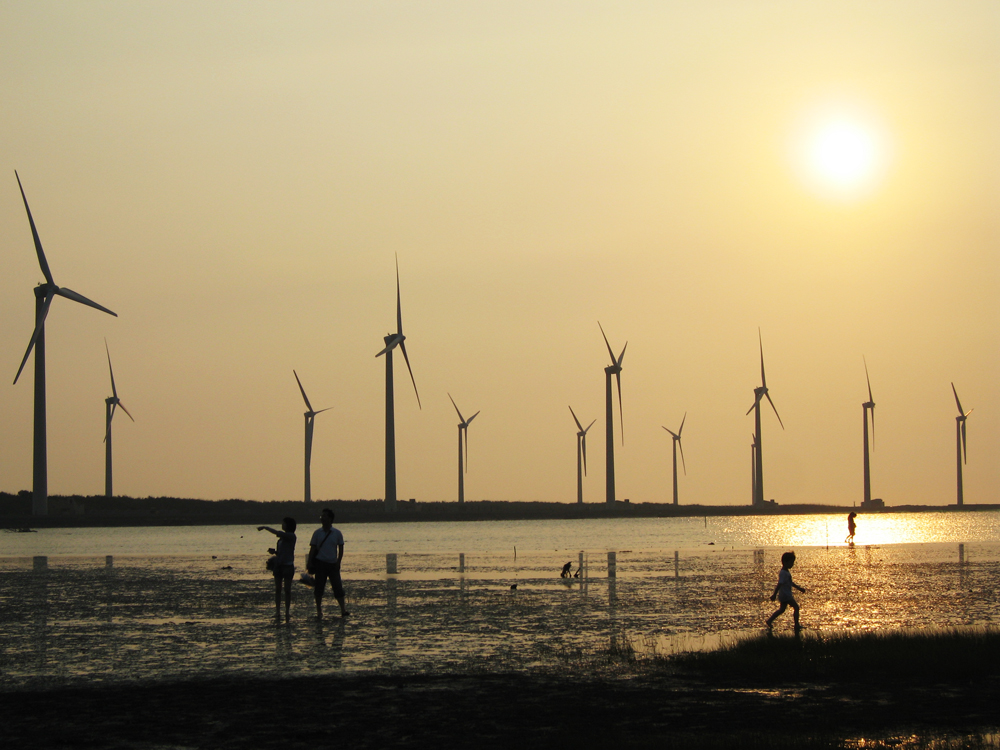
高美湿地
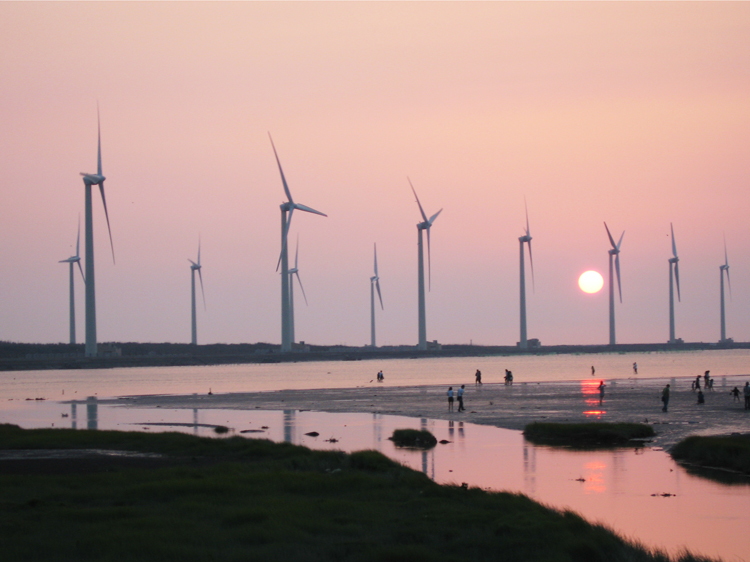
高美湿地と風力発電所
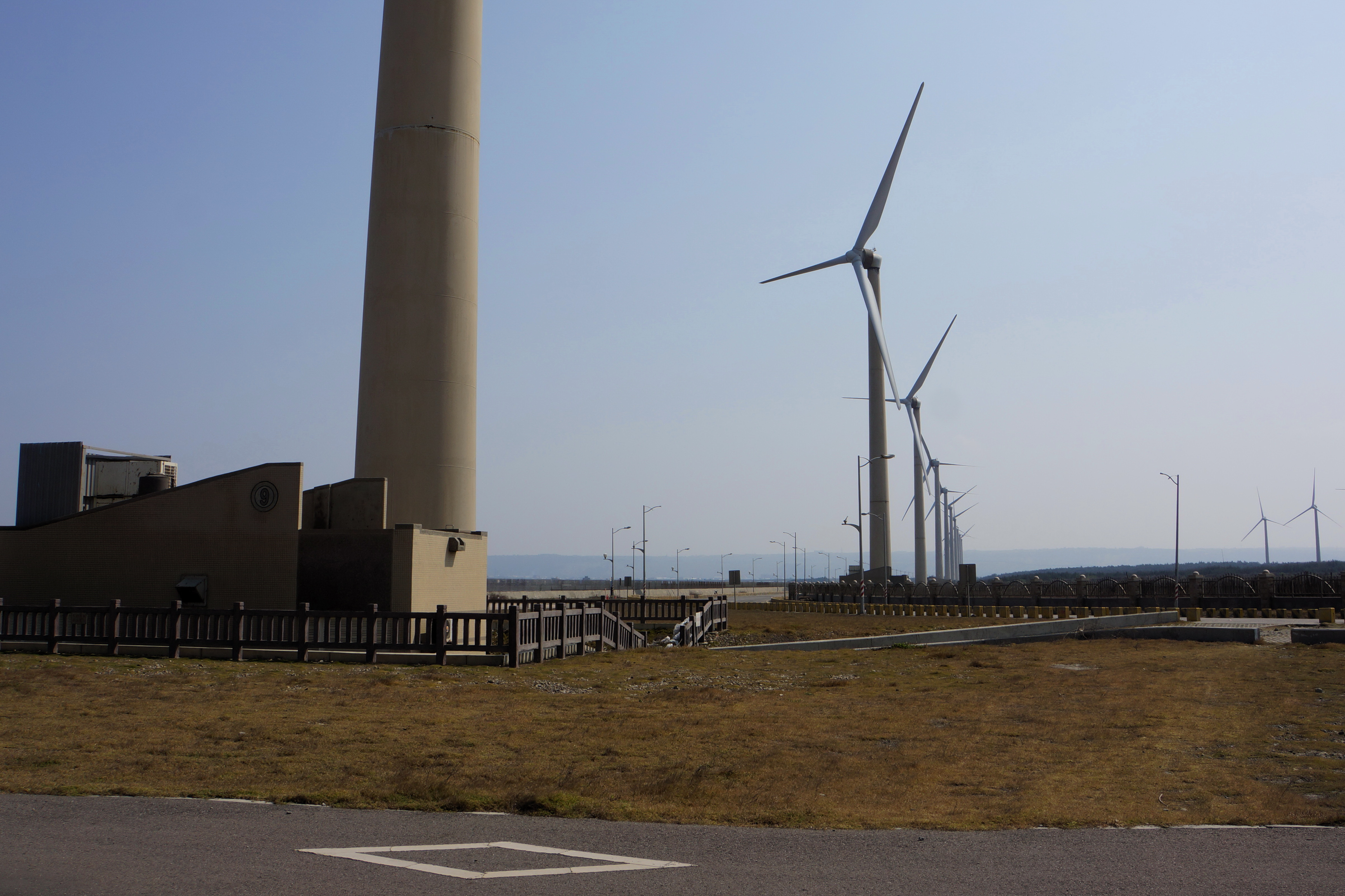
湿地南端、環港北路
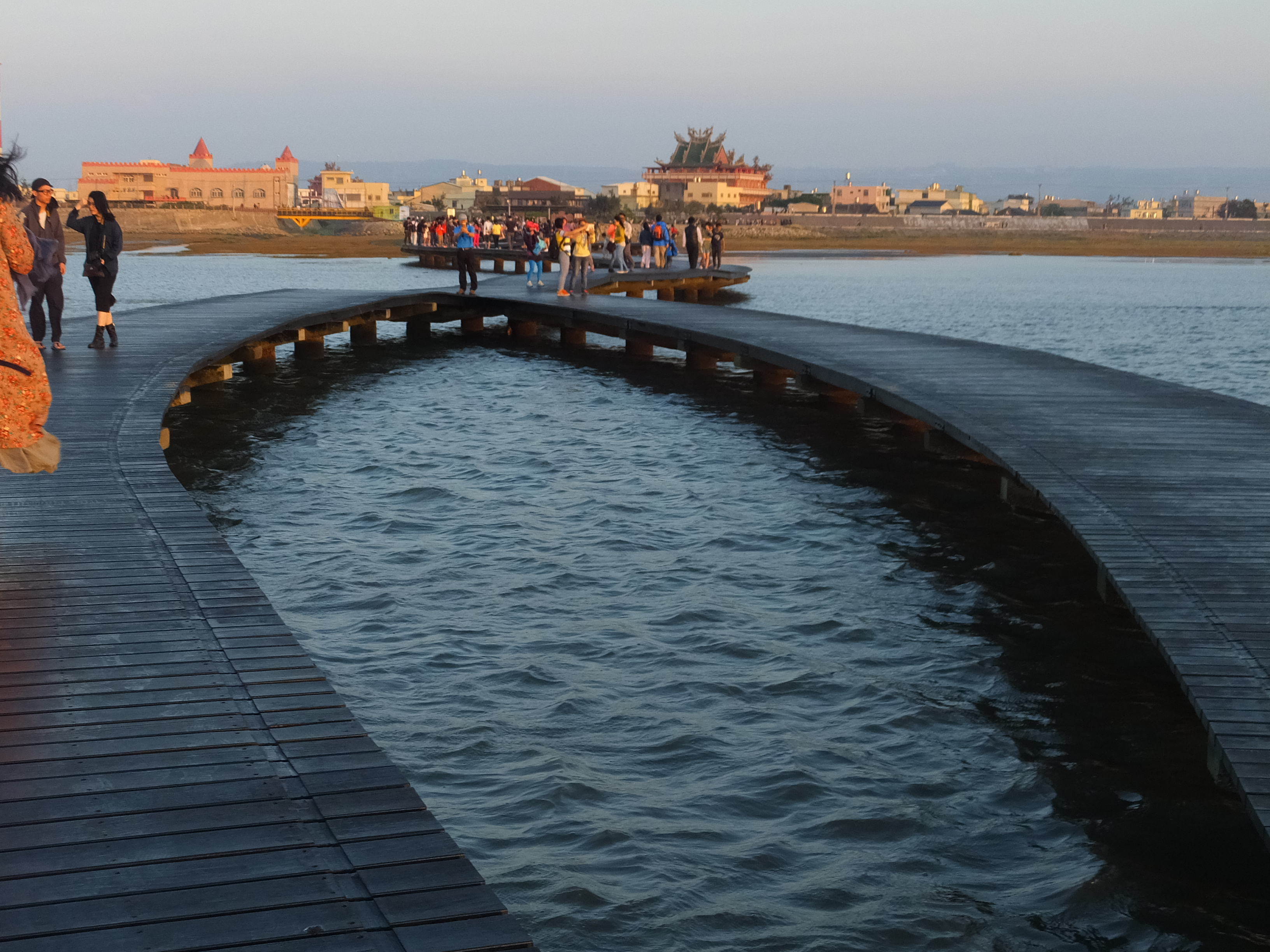
桟道

## 註釈
1. ↑  《臺中縣海渡發電廠開發衝突之政治經濟分析》掲載の【表五：臺中縣居民公害整理表】参照
2. ↑  《臺中縣高美溼地遊客遊憩行為規範與其影響因素之研究》の記述によると、
海渡発電所着工後に住民は抗争を展開し、発電所は建設に至らなかった。
3. ↑  《影響雲林莞草發芽與生長之環境因子探討》によると、湿地内では大安水蓑衣より多い6ヶ所に分布し、最南端の生息地はかつては濁水渓河口部、現在は高美湿地となっている
4. ↑  《自然保育季刊》（第6期）に掲載された【大安水蓑衣】の記述によると、台中の西岸部は元来、大安水蓑衣が大量に分布していたが、種別間の競争や人間の開発で生息数が激減し、高美湿地内の池沼で冬季にその開花がみられる程度となった
5. ↑  統聯客運、台中客運（中国語版）と共同運行